# نادي فييانوفينسي
نادي فيلانوفينسي هو نادي كرة قدم من مدينة فيلانيوفا دي لا سيرينا بإسبانيا. يلعب في الدرجة الثالثة. تأسس في عام 1992.

## وصلات خارجية
- موقع النادي الرسمي